# Gail Borden (patinage artistique)
Pour les articles homonymes, voir Gail Borden et Borden.
Gail Borden, né le 19 février 1907 à New York (État de New York) et mort le 11 septembre 1991 dans le comté d'Orange (Floride), est un patineur artistique américain des années 1930. Il est l'arrière-petit-fils de Gail Borden, l'inventeur du lait concentré sucré.

## Biographie

### Carrière sportive
Neil Borden pratique le patinage artistique masculin dès le début de sa vie. Il représente son pays aux mondiaux de 1930 à New York et 1934 à Stockholm, ainsi qu'aux Jeux olympiques  d'hiver de 1932 à Lake Placid.

### Reconversion
Après sa carrière de patineur, Neil Borden devient courtier en valeurs mobilières à New York. Il navigue également en compétition et s'intéresse beaucoup à la chasse et à la pêche. Il est également devenu un artiste animalier.
En 1950, il déménage à Winter Park en Floride. Il devient membre du Winter Park Racquet Club. Il présente pendant des années à l'émission de radio Hunting & Fishing Club of the Air ; il participe également à l'émission télévisée The Sportsmans Club des années 1950 aux années 1960.

### Famille
Gail Borden est l'arrière-petit-fils de Gail Borden, géomètre-arpenteur et éditeur américain qui est l'inventeur du lait concentré sucré en 1856.
Il épouse la fille du plongeur olympique norvégien Nils Tvedt.

## Palmarès
| Compétition                     | 1930 | 1931 | 1932 | 1933 | 1934 |  |  |  |  |  |  |  |  |  |
| Jeux olympiques d'hiver         |      |      | 8e   |      |      |  |  |  |  |  |  |  |  |  |
| Championnats du monde           | 6e   |      |      |      | 8e   |  |  |  |  |  |  |  |  |  |
| Championnats d'Amérique du Nord |      | 3e   |      |      |      |  |  |  |  |  |  |  |  |  |
| Championnats des États-Unis     |      | 4e   | 3e   |      |      |  |  |  |  |  |  |  |  |  |
|                                 |      |      |      |      |      |  |  |  |  |  |  |  |  |  |